# Federico Ovejero
Federico Ricardo Ovejero,  (Salta, 25 de diciembre de 1899 - Salta 1983) fue un político argentino. 18º gobernador del entonces Territorio Nacional de Formosa en Argentina, entre los años 1941 y 1943.

## Biografía
Federico Ricardo Ovejero nació en Salta, Argentina, en el 25 de diciembre de 1899. Hijo de Ángel Mariano Ovejero, quien fuese miembro del Supremo Tribunal de la Provincia de Salta y de Dolores Linares, tuvo una destacada actividad en la política como en el sector privado. En 1930 y con 30 años fue Jefe de la Policía de Salta. Conoce la Política luego del golpe de Estado de 1930, y conoce al futuro presidente Ramón Castillo, ese mismo año.
Luego de dejar la Gobernación de la provincia de Formosa, Ovejero ocupó distintos cargos públicos, como senador provincial, Elector Nacional y durante la presidencia de Arturo Illia fue director de SEGBA. En el ámbito privado se dedicó al negocio de seguros agropecuarios en la empresa La Continental. Ovejero, quien estaba casado con María Rita "Jacoba" Anzoátegui, hija del Dr. Manuel Anzoátegui, tuvo dos hijos, Federico y Manuel. Falleció en el año 1983 en la Ciudad de Salta.

### Gobierno en el Territorio de Formosa
A mediados de 1941, al aproximarse la finalización del gobierno de Zambianchi, y con un signo de crecimiento, de mayoría de edad, en todo el territorio se generó un movimiento de opinión a favor de la designación de un gobierno oriundo de Formosa y que contara con el consenso popular.
El 27 de julio de 1941, en Pozo del Tigre, se reunió una asamblea que contó con delegaciones de todo el Territorio y que eligió una terna de candidatos para proponerle al Gobierno nacional de la cual surgiría el gobernador. Dicha estaba integrada por Flavio René Arias, Rolando de Hertenlendy y Roberto Bravo. El deseo popular era el nombramiento de un conocedor de los problemas del Territorio.
Pero en octubre de 1941 el presidente Ramón Castillo, nombró a Federico Ovejero como gobernador del Territorio. Ovejero era salteño, llegó acompañado de una numerosa comitiva de comprovincianos y no fue recibido por los formoseños. Su impopularidad se justificaba en la última demarcación interprovincial aprobada en octubre de 1940 por el Senado nacional, que determinaba el límite con Salta mediante la llamada Línea Barilari que achicaba el territorio formoseño en unos 1000 km. cuadrados. Tras la revolución de 1943 se hizo cargo de Formosa, el coronel Conrado Sztyrle.